# Karel Loprais

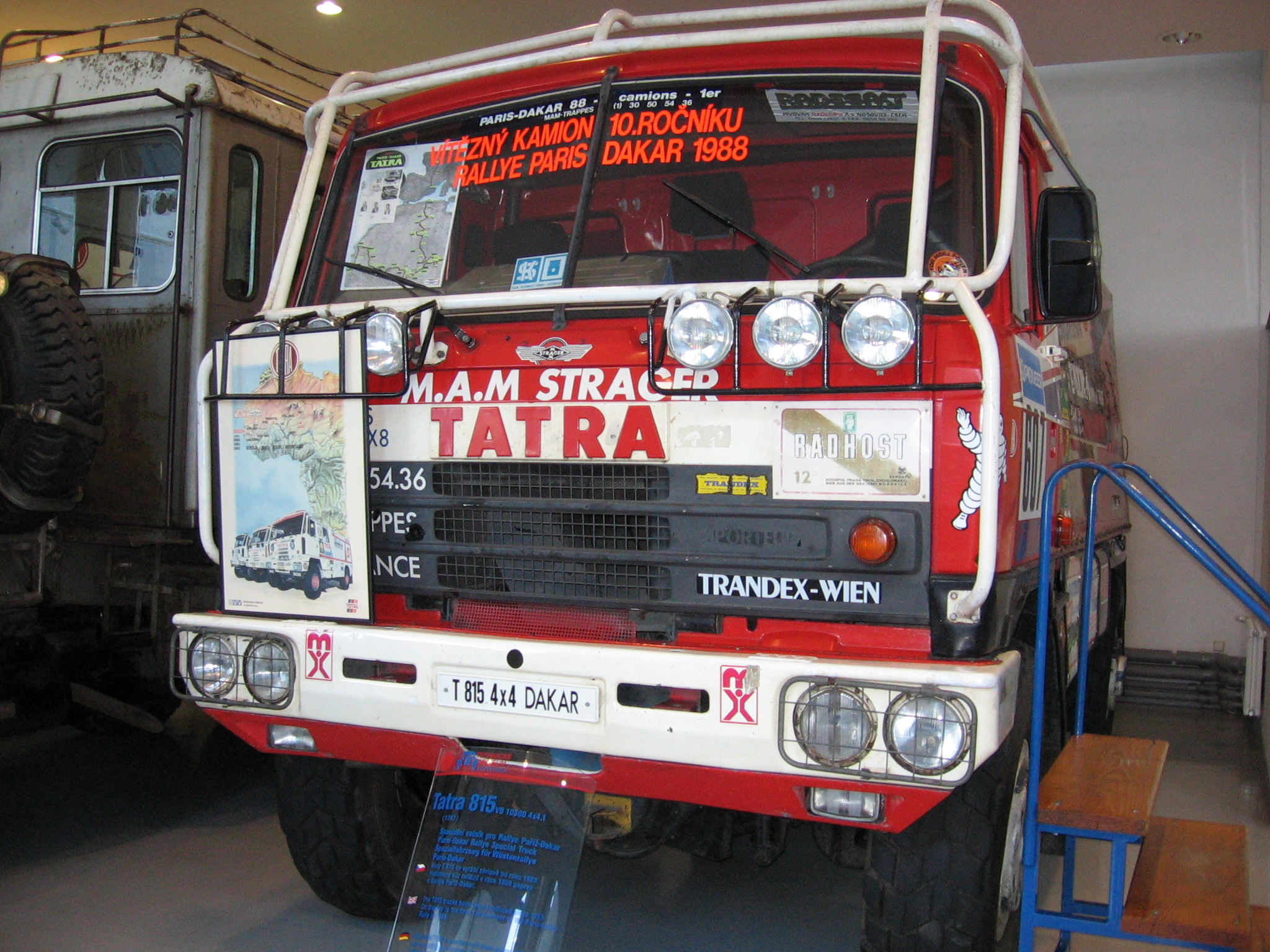
Tatra T815, Dakar 1988

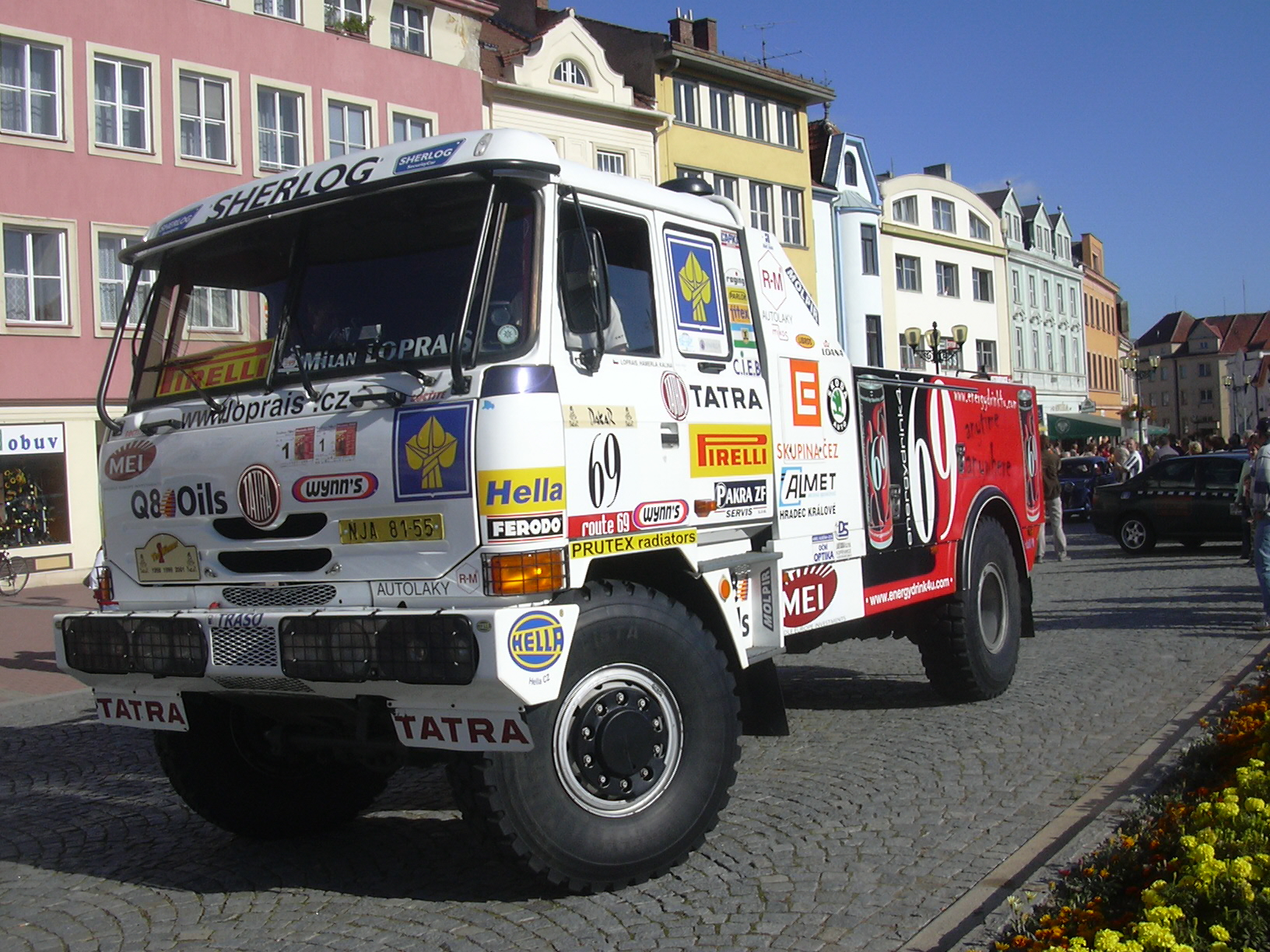
Karel Loprais, Tatra T815

Karel Loprais (Ostrava, 4 de marzo de 1949–30 de diciembre de 2021) fue un piloto de rally checo. Seis veces vencedor del Rally Dakar en la categoría de camiones, siempre al volante de un camión Tatra. Su sobrino Ales Loprais le sigue sus pasos en el Rally.

## Trayectoria
En 1967, comenzó a trabajar en la planta de montaje Tatra en Kopřivnice, tiempo después se convirtió en piloto de pruebas y de mantenimiento de dichos vehículos en condiciones extremas.
Compitió por primera vez en el Rally Dakar con un camión Tatra-815, siendo descalificado del segundo lugar por llegar tarde a la última etapa de inicio. Compitió diecinueve veces entre 1986-2006 y ganó seis títulos (1988, 1994, 1995, 1998, 1999, 2001), cuatro segundos puestos (1987, 1996, 2000, 2002), y un tercer puesto (1992). Con su sexta victoria se convirtió en uno de los pilotos más exitosos en la historia del Dakar.
Fue elegido deportista checo de automóviles del siglo, varias veces ganó el Volante de Oro en su categoría, por su contribución única para el deporte del motor.
Después de una lesión en la espalda sufrida en el Rally Dakar en 2006 abandona la actividad para pasar a dirigir el TEAM-Loprais.

## Resultados

### Rally Dakar
| Año     | Clase    | Vehículo | Posición | Victorias de etapa |
| ------- | -------- | -------- | -------- | ------------------ |
| 1986    | Camiones | Tatra    | Ret.     | -                  |
| 1987    | Camiones | Tatra    | 2.º      | -                  |
| 1988    | Camiones | Tatra    | 1.º      | -                  |
| 1990    | Camiones | Tatra    | 4.º      | -                  |
| 1991    | Camiones | Tatra    | 4.º      | -                  |
| 1992    | Camiones | Tatra    | 3.º      | -                  |
| 1994    | Camiones | Tatra    | 1.º      | -                  |
| 1995    | Camiones | Tatra    | 1.º      | -                  |
| 1996    | Camiones | Tatra    | 2.º      | -                  |
| 1997    | Camiones | Tatra    | Ret.     | -                  |
| 1998    | Camiones | Tatra    | 1.º      | -                  |
| 1999    | Camiones | Tatra    | 1.º      | 1                  |
| 2000    | Camiones | Tatra    | 2.º      | 3                  |
| 2001    | Camiones | Tatra    | 1.º      | 8                  |
| 2002    | Camiones | Tatra    | 2.º      | 1                  |
| 2003    | Camiones | Tatra    | Ret.     | 1                  |
| 2004    | Camiones | Tatra    | 7.º      | 2                  |
| 2005    | Camiones | Tatra    | Ret.     | -                  |
| 2006    | Camiones | Tatra    | Ret.     | -                  |
| Fuente: |          |          |          |                    |

### Otras participaciones destacadas
- Rally Desafío París-Moscú-Pekín: 1992 (2º puesto)
- Rally Desafío París-Moscú-Pekín: 1993 (3º puesto)
- Rally Master: 1995 (4° puesto)
- UAE Rally Desierto de Dubái: 1999 (3º puesto)
- UAE Rally Desierto de Dubái: 2000 (2º puesto)